# Eterosonycha
Eterosonycha es un género de arañas araneomorfas de la familia Micropholcommatidae. Se encuentra en Australia.

## Lista de especies
Según The World Spider Catalog 12.0:
- Eterosonycha alpina Butler, 1932
- Eterosonycha aquilina Rix & Harvey, 2010
- Eterosonycha complexa (Forster, 1959)
- Eterosonycha ocellata Rix & Harvey, 2010